# 박인영 (1982년)
박인영(1982년 3월 18일 ~ )은 대한민국의 배우이다.
남동생은 아이돌 그룹 슈퍼주니어의 리더 이특이다.

## 이력
2001년 뉴질랜드에서 연극배우 첫 데뷔하였고 이듬해 2002년 뉴질랜드에서 뮤지컬배우 데뷔하였다.

## 출연작

### TV 프로그램
- 너의 목소리가 보여 - mc

### 연극
- 뮤지컬 뉴 보잉보잉(2009년)

### 영화
- 2010년 《여의도》 사채 사무실 여 직원 역
- 2012년 《저스트 프렌즈》 새미 역
- 2015년 《음란한 가족》 수진 역

## 가족 관계
- 할아버지 : 박현석 (1930년 ~ 2014년 1월 6일)
- 할머니 : 천경태 (1935년 ~ 2014년 1월 6일)
- 아버지 : 박용인 (1957년 ~ 2014년 1월 6일)
- 어머니 : 유숙영
- 남동생 : 이특 (1983년 7월 1일 ~ )
- 배우자 : 남편 강병수 (1984년)생